# 발터 골트슈미트
발터 골트슈미트(Walter Goldschmidt, 1917년 3월 16일 ~ 1986년 2월 26일)는 오스트리아의 지휘자이다.
빈에서 태어나 빈 음악원을 졸업했다. 빈 음악원에서 피아노, 타악기, 오르간, 파곳, 성악을 배우고 그라츠 시립극장의 부지휘자 겸 오페라 가수로서 연주활동을 시작했다. 1945년 같은 극장에서 데뷔했으며, 1948년에는 그라츠 폴 오케스트라도 지휘했다. 그 후 빈 폴크스오퍼, 브레겐츠 음악제, 바이에른 국립오페라극장 등에 객연했으며, 그라츠 시립극장의 상임지휘자로 활약하였다.